# 朝鲜—印度关系
朝鲜与印度关系，简称朝印关系（朝鲜语：／）或印朝关系是指朝鲜民主主义人民共和国与印度共和国的双边关系。两国于1973年正式建交，现今两国均在对方首都设有大使馆。
印度是朝鲜最大的贸易伙伴之一，也是朝鲜主要的粮食援助提供者之一。根据印度工业联合会的调查，2013年印度对超此案出口总额逾6000万美元。但是长期反对朝鲜的核计划，并将视为对地区安全的威胁。
朝鲜战争期间，印度曾支持联合国对于朝鲜的相关决议和军事行动，印度亦曾表示支持朝鲜半岛统一。根据2014年英国广播公司的调查，23%的印度人对朝鲜对世界的影响持正面态度，而27%的印度人持负面态度。

## 历史

### 古代关系
根据《三國遺事》记载，金官伽耶国王金首露的王后許黃玉来自阿逾陁国，有些人认为阿逾陁国即今天印度北部的城市阿约提亚。723年，生于新罗的僧人惠超启程前往印度诸国，并曾写下《往五天竺国传》，记录其在印度的见闻。《往五天竺国传》一度散佚，20世纪后在敦煌发现此书残卷。

### 近现代关系
1950年6月25日，朝鲜越过三八线进攻韩国，朝鲜战争爆发，此后联合国安理会先后通过第82、第83号决议，谴责朝鲜并要求朝鲜退兵，印度支持这两个决议并亦谴责朝鲜为侵略者。但印度作为不结盟运动参与国，并未对表态支持联合国第84号决议。但印度在道义上支持联合国的行动，并向韩国派遣了一个由346人组成的医疗队。在朝鲜战争期间，印度亦积极参与停火斡旋。
朝鲜战争结束后，印度对朝、韩两国实行“等距离外交政策”，拒绝与朝、韩中的任何一方进行单独外交。1962年3月1日，印度同时与朝鲜、韩国建立领事关系。1973年12月10日，印度同时与朝鲜、韩国建立大使级别的外交关系。自2003年开始，在联合国对朝的人权决议案中，印度也长期不参与投票或投下弃权票。

## 经贸关系

### 贸易
近年来，印度与朝鲜之间的贸易联系大幅增长。21世纪00年代中期，印度与朝鲜双边贸易额平均总贸易额接近1000万美元，到2013年猛增至6000万美元。印度对朝鲜的贸易长期保持出超，其中印度对朝鲜出口额约为6000万美元，而朝鲜对印度的出口额仅为36美元。印度对朝鲜的主要出口产品是精炼石油产品，而印度主要从朝鲜进口白银和汽车零部件等。

### 人道主义援助
2002年和2004年，印度共提供了2000吨粮食，以帮助朝鲜度过严重饥荒。2010年，应朝鲜的粮食援助要求，印度通过联合国世界糧食計劃署向其提供了价值100万美元的豆类和小麦共计1300吨。
2004年印度洋海啸后，朝鲜政府也曾向印度提供了3万美元的援助。:19